# Дотад
Дотад (дав.-гр. Δωτάδας) — напівлегендарний цар Мессенії близько 924—878 років до н. е.

## Життєпис
Походив з роду Епітідів, гілки династії Гераклідів. Син царя Істмія. Основні відомості про нього містяться в Павсанія, згідно якому Дотад заснував місто Метони на півдні Мессінії.
Йому спадкував син Сібот.